# Alexander von Kraatz-Koschlau
Alexander Friedrich Wilhelm Kraatz, à partir de 1858 von Kraatz-Koschlau, (né le 12 février 1817 à Neu Wunneschin, arrondissement de Lauenbourg-Bütow et mort le 12 septembre 1897 à Friedenau) est un général d'infanterie prussien

## Biographie

### Origine
Alexander est le fils du capitaine prussien Karl Christian Kraatz (1785-1859) et de son épouse Johanna, née Rudloff (1800-1858). Son père est le seigneur de Groß-Koschlau (de) et il est anobli le 16 janvier 1858 avec comme nom « von Kraatz-Koschlau » pour lui-même et ses descendants dans la noblesse héréditaire.

### Carrière militaire
Après l'école municipale de Marienbourg ainsi que le lycée et l'école divisionnaire de Dantzig, Kraatz s'engage le 12 février 1834 dans le 4e régiment de grenadiers de l'armée prussienne. Il y est nommé sous-lieutenant le 13 février 1836. De 1839 à 1842, il termine l'école générale de Guerre et est affecté au département topographique de l'état-major général à Berlin en 1846/48. Le 19 avril 1849, il est promu premier lieutenant et le 25 septembre de la même année, il est détaché au Grand État-Major général. Le 12 novembre 1850, il est promu capitaine et affecté à l'état-major général du 4e corps d'armée. Titulaire d'un brevet daté du 13 février 1850, il exerce les fonctions de commandant de compagnie dans le 30e régiment d'infanterie à partir du 18 juin. Promu major le 25 juillet 1857, il est réaffecté à l'état-major général. Il est affecté au commandement du 13e division d'infanterie. Le 18 octobre 1861, il est promu lieutenant-colonel et le 7 juillet 1862, il est transféré au commandement général du 7e corps d'armée en tant que premier officier d'état-major. Le 5 février 1863, Kraatz est nommé chef d'état-major du 7e corps d'armée et atteint le grade de colonel le 25 juillet 1864.
Lorsque la guerre éclata en 1866, il est chef d'état-major général de l'armée principale sous les ordres du général Vogel von Falckenstein. Pour son travail de planification sur les batailles de Hammelburg, Aschaffenbourg et Tauberbischofsheim, il est décoré de l'ordre Pour le Mérite le 20 septembre 1866. Le 25 septembre 1867, il est nommé commandant de la 42e brigade d'infanterie, promu major général le 22 mars 1868 et commandant de la 11e brigade d'infanterie le 18 juin 1869.
Au début de la guerre contre la France, il prend le commandement de la 20e division d'infanterie et combat dans le cadre du 10e corps d'armée à Mars-la-Tour dans la région de Metz, à Beaune-la-Rolande et Orléans, entre autres. Après la bataille du Mans, ses troupes réussissent à s'emparer du camp de Conlie le 13 janvier 1871, où se trouve le ravitaillement des unités françaises nouvellement formées. Le 22 mai, il remet sa division au prince Albert de Prusse. Il dirige ensuite la 12e division d'infanterie à Neisse. Le 18 août 1871, il est promu lieutenant général et commande la 16e division d'infanterie à Trèves depuis le 20 juillet. Kraatz est mis à disposition le 4 mars 1879 en approbation de sa démission avec l'attribution du caractère de général d'infanterie avec pension.
Kraatz est enterré dans le cimetière Saint-Matthieu à Berlin.

### Famille
Il épouse Mathilde Karoline, veuve Kummer, née Rump (1824-1901) le 24 avril 1854 à Berlin. Les enfants suivants sont nés du mariage :
- Johanna Mathilde Hélène (née en 1856)
- Karl Alexander Hans (né en 1858), major prussien marié le 4 avril 1884 avec August Mathilde Hedwig Reichert (né en 1863)
- Johanna Mathilde Élisabeth (née en 1861)
- Johanna Mathilde Lida (1863-1882)